# Deutscher Soldatenfriedhof Saint-Quentin

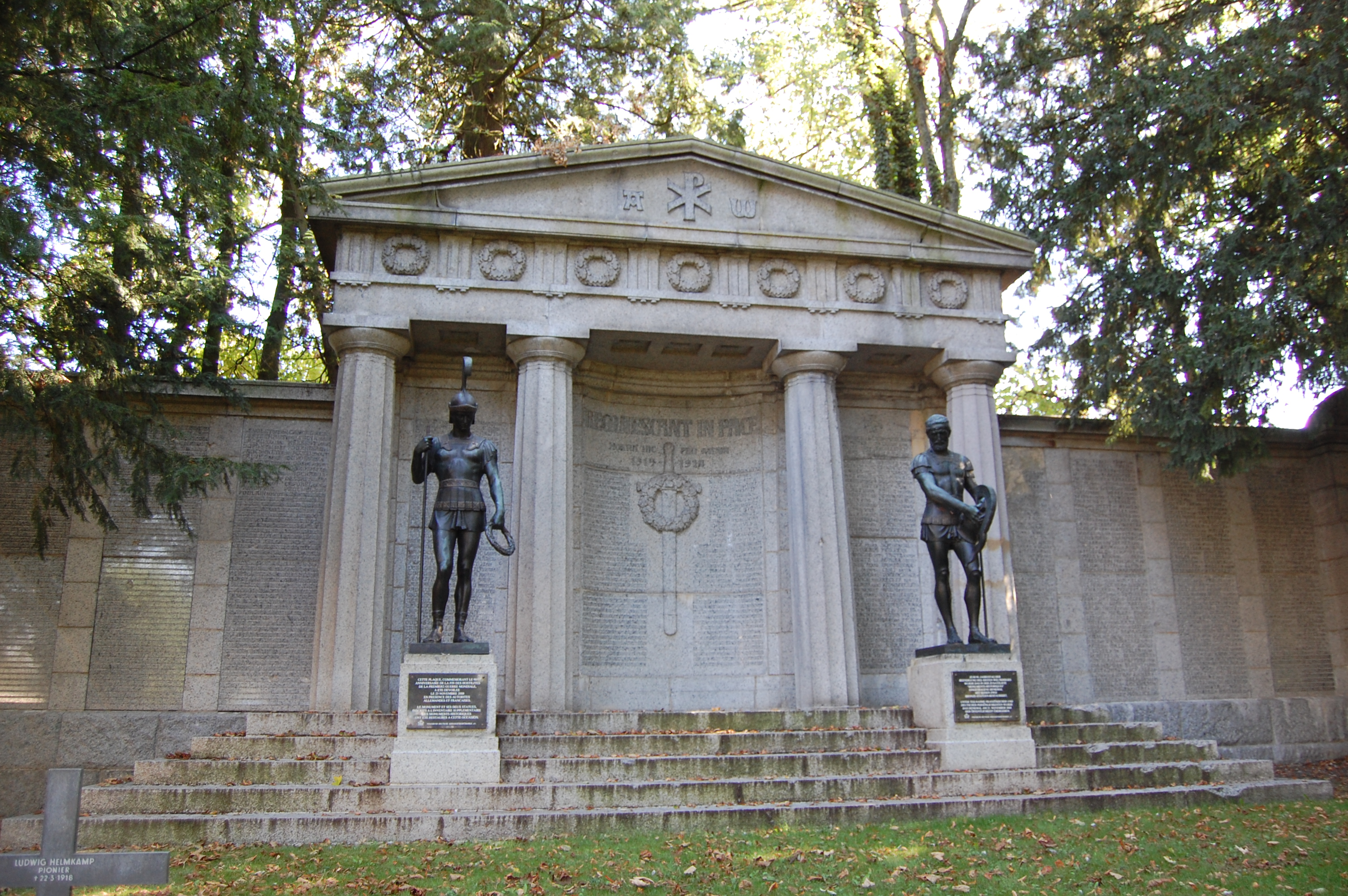
Ehrenmal mit den Namen deutscher und französischer Gefallener

Der Deutsche Soldatenfriedhof St. Quentin (französisch Cimetière militaire allemand de Saint-Quentin) ist ein Friedhof, auf dem 8229 deutsche Kriegstote des Ersten Weltkriegs begraben sind. Er liegt an der Rue de la Chaussée-Romaine der nordfranzösischen Stadt St. Quentin im Département Aisne.

## Situation im Ersten Weltkrieg

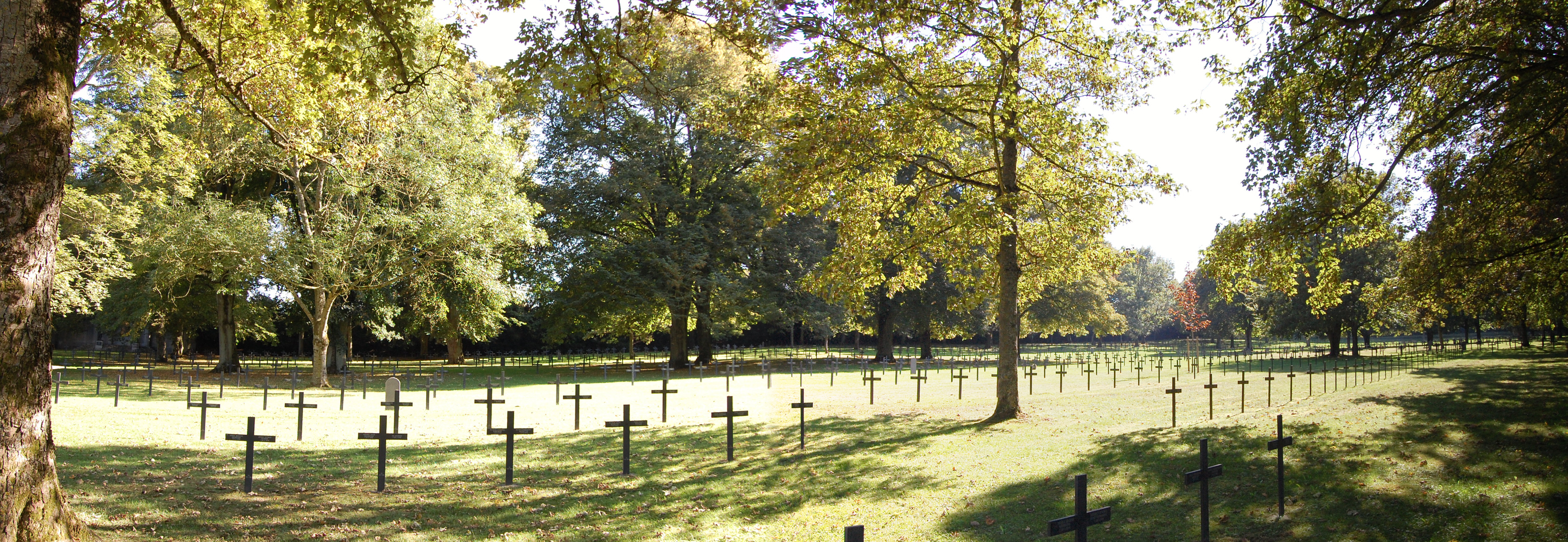
Gräberfeld mit Metallkreuzen und Steinstelen

Der Friedhof wurde bereits 1914 angelegt. Die Stadt war zu der Zeit ein bedeutendes Etappenzentrum. Zunächst wurden Deutsche, Franzosen und Briten dort bestattet. Weitere Bestattungen erfolgten vor allem im Zuge der Sommeschlacht sowie ab 1917, als St. Quentin als Teil der Siegfriedstellung unmittelbares Frontgebiet wurde. In dieser Zeit ist auch das Denkmal erheblich beschädigt worden. Die Figuren waren von deutscher Seite bereits abgenommen und in Sicherheit gebracht worden.
Das Monument des Friedhofs mit zwei antikisierten Bronzefiguren wurde von Wilhelm Wandschneider im Auftrag Kaiser Wilhelm II. errichtet. Am 18. Oktober 1915 erfolgte die Einweihung in Anwesenheit des Kaisers und zahlreicher – auch französischer – Persönlichkeiten. Der Kaiser legte bei dieser Gelegenheit Kränze, sowohl vor der Gedenktafel mit den Namen deutscher, sowie französischer Gefallener nieder.

## Nach Kriegsende
Nach Kriegsende wurde der Friedhof durch Zubettungen deutscher Kriegstoter aus 98 umliegenden Gemeindebereichen in bis zu 35 Kilometer Entfernung erweitert. Gleichzeitig erfolgte die Umbettung der französischen und britischen Toten auf nahe gelegene nationale Friedhöfe.
Nach Abschluss des deutsch-französischen Kriegsgräberabkommens übernahm der Volksbund Deutsche Kriegsgräberfürsorge die endgültige Gestaltung. Von den 8229 Gefallenen ruhen 6294 in Einzelgräbern. Die Gräber der Gefallenen jüdischen Glaubens erhielten aus religiösen Gründen statt des Kreuzes eine Stele aus Naturstein. Der Friedhof wird durch den Pflegedienst des Volksbundes betreut. Der Landesverband Hamburg im Volksbund Deutsche Kriegsgräberfürsorge hat die Patenschaft für die Kriegsgräberstätte übernommen.

## UNESCO-Weltkulturerbe
Als Grab- und Gedenkstätte des Ersten Weltkriegs gehört der „Soldatenfriedhof Saint-Quentin“ seit 2023 zum UNESCO-Welterbe in Frankreich.